# Crépin Gyscard Gandou D'Isseret
Crépin Gyscard Gandou D'Isseret, né le 19 juillet 1974 à Saint-Benoît en République du Congo est un philosophe, juriste, politologue, romancier et prêtre catholique.

## Biographie

### Parcours Académique
Crépin Gyscard Gandou D'Isseret, commence son école primaire en 1980 à l'École de la Liberté à Brazzaville, puis poursuit son cycle primaire à l'École 18 mars 1977 à Brazzaville, à l'École Daniel Mvoula à Boundji et à l'École Mboula à Djambala.
En 1988, il accède au Collège Ngouampolo de Djambala. Après avoir obtenu son BEPC en 1993, il entre au Séminaire saint Jean Apôtre à Brazzaville et obtient son baccalauréat en 1996.
Il s'inscrit ensuite en Sociologie à la Faculté des Lettres et des Sciences Humaines de l'Université Marien Ngouabi, et en 1997, il s'inscrit également à la Faculté de Droit de la même université.

### Entrée dans les ordres
En 2000, alors qu'il est en 4e années de Sociologie et de Droit, il est admis au Noviciat de la Compagnie de Jésus pour la Province de l'Afrique de l'Ouest. Il prononce ses vœux religieux deux ans plus tard et poursuit des études en philosophie à la Faculté de philosophie Saint Pierre Canisius à Kinshasa et à l'Université pontificale grégorienne, ainsi qu'en Sociologie et en Droit.
Il commence en 2006 les études de Théologie au Grand Séminaire de Théologie Cardinale Emile Biayenda à Brazzaville, Université Catholique de l'Afrique de l'Ouest, qui s'achèvent en 2009.

## Citation

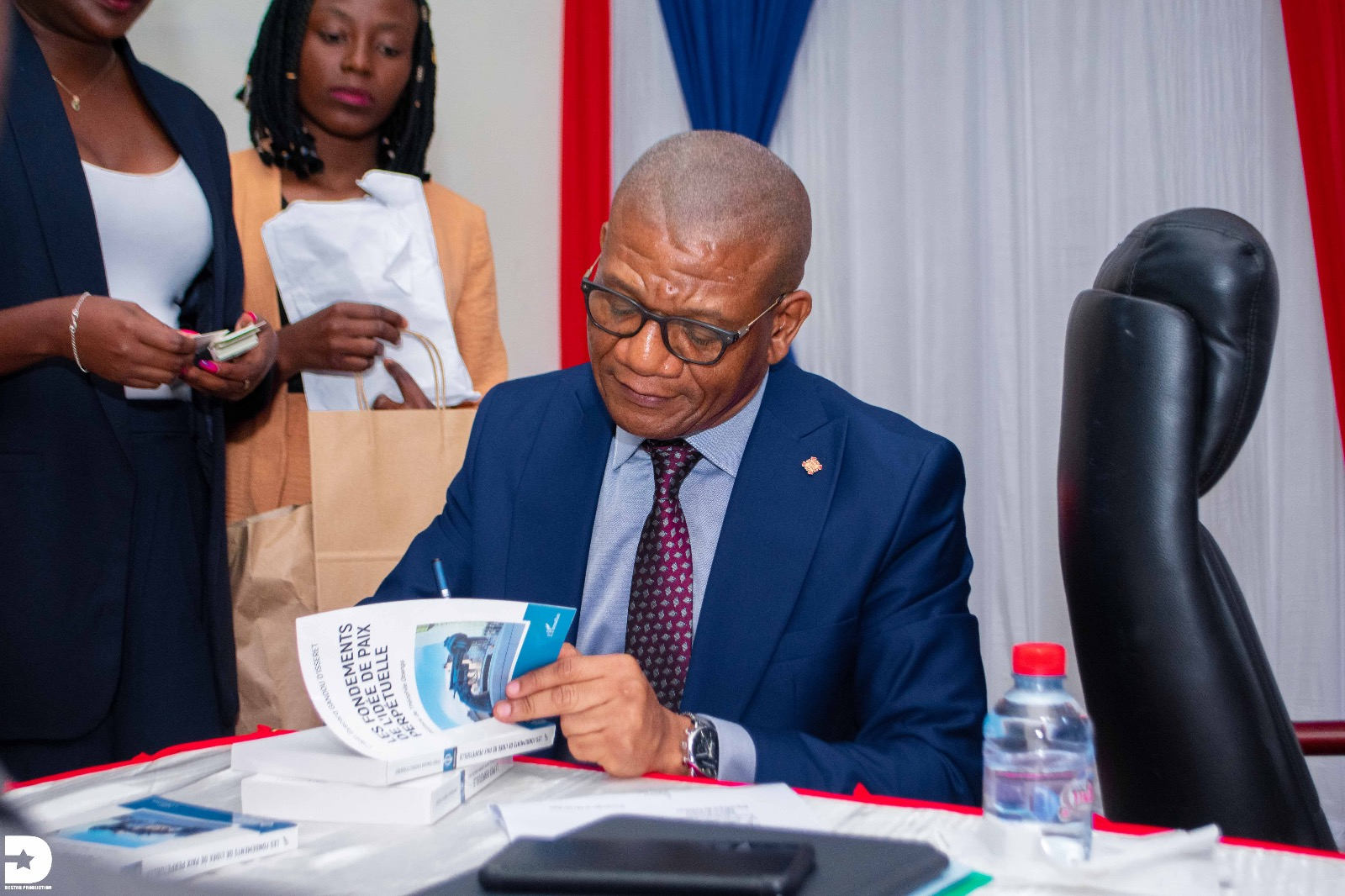
Cérémonie de dédicace du Livre La Paix perpétuelle.

- 2023 : La paix perpétuelle : La raison exclut de la guerre comme voie de droit. Ce livre[3], préfacé par un philosophe de renon - Théophile Obenga - est une remarque contribution à la pensée philosophique.

## Publications
- 2005 : Hommage à Engelberg Mveg (Collectif)  Saint Pierre Canisius
- 2009 : Sur les pas des Philosophes, Le défi de penser, L’Harmattan/Paris
- 2011 : Relations Internationales, Articulation entre le Droit et l’Éthique Bénévent/ Paris
- 2011 : L’Espace d’une vie, Bénévent, Paris
- 2015 : La responsabilité de protéger, Nouvelle approche du droit international, L’Harmattan/Paris
- 2015 : Le Congo : Enjeux d’une gouvernance démocratique. L’Harmattan/Paris[4]
- 2016 : Des destins déchirés par l’amour, L’Harmattan/Paris
- 2017 : Autant partir que sacrifier L’Harmattan/Paris
- 2017 : D’elle, je n’ai gardé que son infidélité, L’Harmattan/Paris
- 2019 : La réflexion philosophique. Manuel d’initiation à la rédaction philosophique, Paris, L’Harmattan.
- 2019 : Retour aux « Brazzaville noires ». Hommage à Georges Balandier, Collectif, Paris, L’Harmattan.
- 2020 : Le sens de la discussion, Paris, Le Lys Bleu.
- 2023 : La paix perpétuelle, La raison exclut la guerre comme voie de droit, Paris, L’Harmattan[5]
- 2023 : Les fondements de la paix perpétuelle, Paris, L’Harmattan.
- Crépin Gyscard Gandou D'Isseret, Les Fondements de l'idée de Paix Perpétuelle, Editions L'Harmattan, coll. « Ouverture Philosophique Series », 2023 (ISBN 978-2-14-034769-6 et 978-2-14-034770-2)